# Halle Open 2025 - Qualificazioni singolare
Le qualificazioni del singolare del Halle Open 2025 sono state un torneo di tennis preliminare per accedere alla fase finale. I vincitori dell'ultimo turno sono entrati di diritto nel tabellone principale. In caso di ritiro di uno o più giocatori aventi diritto, a questi sono subentrati i lucky loser, ossia i giocatori che hanno perso nell'ultimo turno ma che avevano una classifica più alta rispetto agli altri partecipanti che avevano comunque perso nel turno finale.

## Teste di serie
1. Benjamin Bonzi (qualificato)
2. Laslo Đere (qualificato)
3. Learner Tien (primo turno)
4. Roman Safiullin (primo turno)

1. Yoshihito Nishioka (primo turno)
2. Jesper de Jong (ultimo turno, lucky loser)
3. Ethan Quinn (primo turno)
4. Nishesh Basavareddy (ritirato)

## Qualificati
1. Benjamin Bonzi
2. Laslo Đere

1. Yannick Hanfmann
2. Sebastian Ofner

## Lucky loser
1. Jesper de Jong

## Tabellone

### Legenda
| - Q = Qualificato - WC = Wild card - LL = Lucky loser | - ALT = Alternate - SE = Special Exempt - PR = Protected Ranking | - w/o = Walkover - r = Ritirato - d = Squalificato |

### Sezione 1
|  | Primo turno | Primo turno    | Primo turno    | Primo turno | Primo turno |  |  | Ultimo turno | Ultimo turno   | Ultimo turno   | Ultimo turno | Ultimo turno |  |
|  |             |                |                |             |             |  |  |              |                |                |              |              |  |
|  | 1           | Benjamin Bonzi | Benjamin Bonzi | 6           | 6           |  |  |              |                |                |              |              |  |
|  | WC          | Patrick Zahraj | Patrick Zahraj | 3           | 4           |  |  | 1            | Benjamin Bonzi | Benjamin Bonzi | 6            | 7            |  |
|  | Alt         | Li Tu          | 5              | 6           | 7           |  |  | Alt          | Li Tu          | Li Tu          | 4            | 67           |  |
|  | 7           | Ethan Quinn    | 7              | 3           | 5           |  |  |              |                |                |              |              |  |

### Sezione 2
|  | Primo turno | Primo turno           | Primo turno           | Primo turno | Primo turno |  |  | Ultimo turno | Ultimo turno   | Ultimo turno   | Ultimo turno | Ultimo turno |  |
|  |             |                       |                       |             |             |  |  |              |                |                |              |              |  |
|  | 2           | Laslo Đere            | Laslo Đere            | 7           | 6           |  |  |              |                |                |              |              |  |
|  |             | Nik'oloz Basilashvili | Nik'oloz Basilashvili | 5           | 3           |  |  | 2            | Laslo Đere     | Laslo Đere     | 6            | 6            |  |
|  | WC          | Max Schönhaus         | 5                     | 6           | 2           |  |  | 6            | Jesper de Jong | Jesper de Jong | 4            | 0            |  |
|  | 6           | Jesper de Jong        | 7                     | 3           | 6           |  |  |              |                |                |              |              |  |

### Sezione 3
|  | Primo turno | Primo turno        | Primo turno        | Primo turno | Primo turno |  |  | Ultimo turno | Ultimo turno     | Ultimo turno     | Ultimo turno | Ultimo turno |  |
|  |             |                    |                    |             |             |  |  |              |                  |                  |              |              |  |
|  | 3           | Learner Tien       | Learner Tien       | 3           | 4           |  |  |              |                  |                  |              |              |  |
|  |             | Nicolás Jarry      | Nicolás Jarry      | 6           | 6           |  |  |              | Nicolás Jarry    | Nicolás Jarry    | 3            | 3            |  |
|  |             | Yannick Hanfmann   | Yannick Hanfmann   | 6           | 6           |  |  |              | Yannick Hanfmann | Yannick Hanfmann | 6            | 6            |  |
|  | 5           | Yoshihito Nishioka | Yoshihito Nishioka | 4           | 1           |  |  |              |                  |                  |              |              |  |

### Sezione 4
|  | Primo turno | Primo turno     | Primo turno     | Primo turno | Primo turno |  |  | Ultimo turno | Ultimo turno    | Ultimo turno    | Ultimo turno | Ultimo turno |  |
|  |             |                 |                 |             |             |  |  |              |                 |                 |              |              |  |
|  |             | Roman Safiullin | 7               | 6           | 5           |  |  |              |                 |                 |              |              |  |
|  | WC          | Justin Engel    | 64              | 7           | 7           |  |  | WC           | Justin Engel    | Justin Engel    | 4            | 4            |  |
|  |             | Sebastian Ofner | Sebastian Ofner | 7           | 7           |  |  |              | Sebastian Ofner | Sebastian Ofner | 6            | 6            |  |
|  | Alt         | Benjamin Hassan | Benjamin Hassan | 64          | 5           |  |  |              |                 |                 |              |              |  |